# Stróżewo (gromada)
Stróżewo – dawna gromada, czyli najmniejsza jednostka podziału terytorialnego Polskiej Rzeczypospolitej Ludowej w latach 1954–1972.
Gromady, z gromadzkimi radami narodowymi (GRN) jako organami władzy najniższego stopnia na wsi, funkcjonowały od reformy reorganizującej administrację wiejską przeprowadzonej jesienią 1954 do momentu ich zniesienia z dniem 1 stycznia 1973, tym samym wypierając organizację gminną w latach 1954–1972.
Gromadę Stróżewo z siedzibą GRN w Stróżewie utworzono – jako jedną z 8759 gromad na obszarze Polski – w powiecie chodzieskim w woj. poznańskim, na mocy uchwały nr 17/54 WRN w Poznaniu z dnia 5 października 1954. W skład jednostki weszły obszary dotychczasowych gromad Ostrówki, Stróżewice i Stróżewo ze zniesionej gminy Budzyń oraz obszar dotychczasowej gromady Podanin i miejscowość Stróżewko z dotychczasowej gromady Karczewnik ze zniesionej gminy Chodzież w tymże powiecie. Dla gromady ustalono 15 członków gromadzkiej rady narodowej.
4 lipca 1968 gromadę zniesiono, a jej obszar włączono do gromad: Chodzież (miejscowości Podania i Stróżewko) i Wyszyny (miejscowości Krystynka, Ostrówki, Stróżewo, Stróżewice i Trzaskowice) w tymże powiecie.